# یوکو کوسونوکی
یوکو کوسونوکی (به ژاپنی: 楠侑子 Kusunoki Yūko)؛ (زادهٔ ۱۹۳۳) یک هنرپیشه اهل ژاپن است. او در بیش از بیست فیلم از سال ۱۹۵۹ ظاهر شد. از فیلم‌های او می‌توان به دودسکادن ۱۹۷۰ اشاره کرد.